# Jordanka Donkova
Jordanka Donkova (bulgariska: Йоҏданка Донкова), född 28 september 1961, är en bulgarisk före detta friidrottare och tidigare världsrekordhållare på 100 meter häck.
Donkova var aktiv under slutet av 1980-talet och början av 1990-talet. Hennes främsta prestationer kom 1988 då hon både vann olympiskt guld i Seoul och noterade ett världsrekord med tiden 12,21, vilket ansågs oslagbart men som slogs med en hundradel den 22 juli 2016 av Kendra Harrison.

## Meriter, mästerskapstävlingar
- 1982
  - EM inomhus (60 m) – brons
  - EM – silver
- 1984: EM inomhus (60 m)  – brons
- 1986: EM – guld
- 1987:
  - EM inomhus (60 m)  – guld
  - VM inomhus  (60 m) – silver
- 1988: OS – guld
- 1989: EM inomhus (60 m)  – guld
- 1992:
  - OS – brons
  - EM inomhus (60 m)  – brons
- 1994:
  - EM inomhus (60 m)  – guld
  - EM - brons